# خانه ملاذ روضاتی
خانه ملاذ روضاتی مربوط به دوره قاجار است و در اصفهان، محله چهار سوق شیرازیها، خیابان طالقانی، کوچه روضاتی واقع شده و این اثر در تاریخ ۱۷ اسفند ۱۳۸۱ با شمارهٔ ثبت ۷۶۵۴ به‌عنوان یکی از آثار ملی ایران به ثبت رسیده است.